# Antropozofia

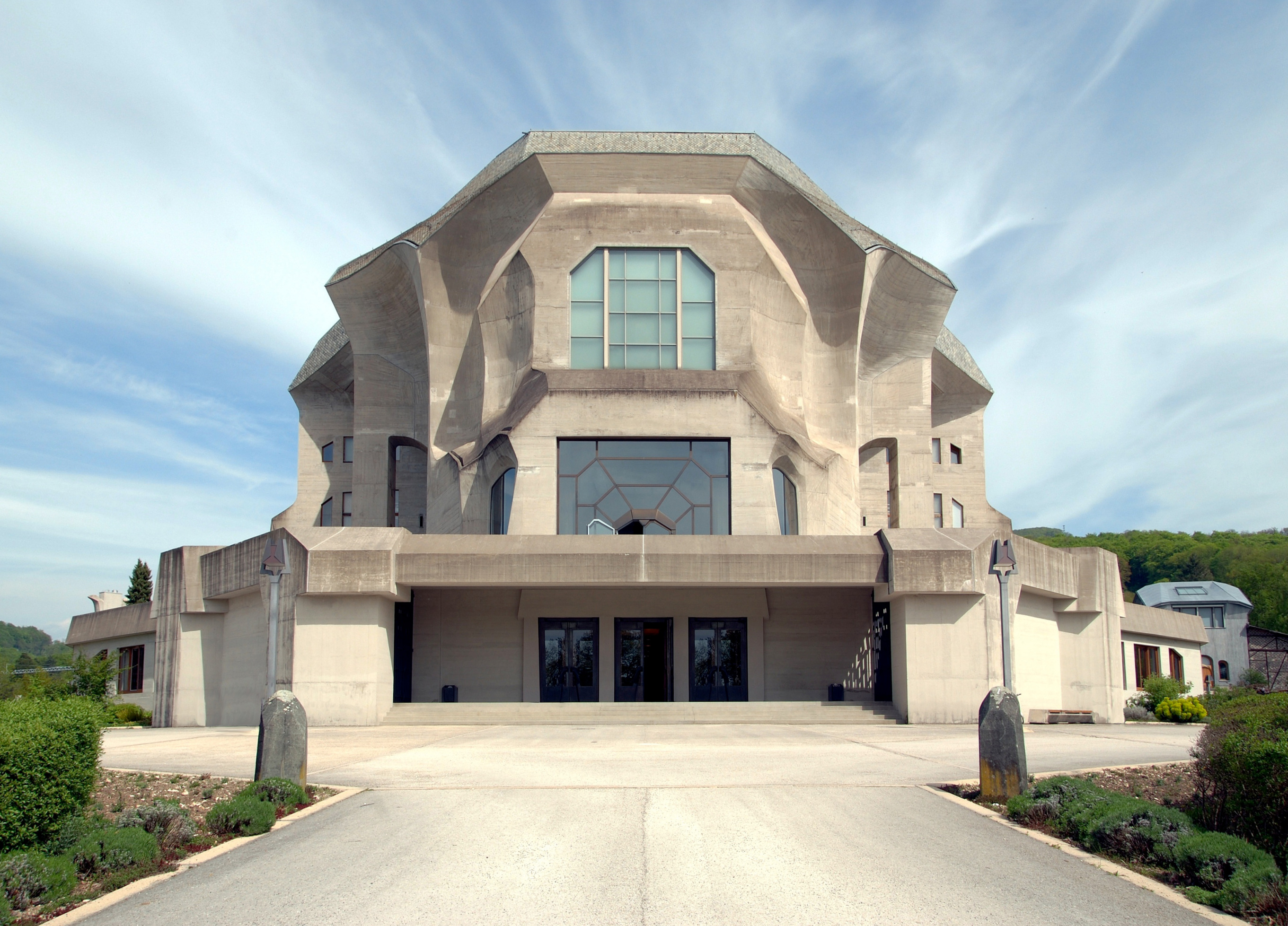
Goetheanum w Dornach (Szwajcaria) – siedziba Powszechnego Towarzystwa Antropozoficznego

Antropozofia (mądrość o człowieku, od gr. ánthropos – „człowiek”, sophía – „mądrość, wiedza”) – szkoła duchowa (inicjacyjna), światopogląd ezoteryczny i całościowa propozycja przebudowy cywilizacji materialistycznej, zapoczątkowana i inspirowana w pierwszych dwóch dekadach XX w. przez austriackiego filozofa, wizjonera i gnostyka Rudolfa Steinera (1861–1925). Centralną rolę w antropozofii odgrywa bezpośrednie poznanie świata duchowego wsparte na indywidualnym doświadczeniu, praktyce duchowej (głównie medytacyjnej) i na związanej z tą praktyką całościowej przemianie człowieka. W tym sensie antropozofia jest współczesną formą chrześcijańskiej gnozy (ma swoje analogie zarówno w antycznej mistyce filozoficznej, np. neoplatońskiej, jak i inicjacyjnych szkołach orientalnych, np. buddyjskich). Aby podkreślić różnice między tradycyjną mistyką a antropozofią Steiner nazywał tę ostatnią „nauką duchową” (Geisteswissenschaft), rozumiejąc ją jako próbę obiektywnego badania rzeczywistości duchowej bez jednostronności zarówno mistyki, jak i nowożytnej nauki.
Antropozofia nawiązuje do europejskiej tradycji ezoterycznej, w szczególności różokrzyżowej. Duży wpływ wywarła na nią filozofia niemieckiego idealizmu (głównie Fichtego, Schellinga i Hegla), ale przede wszystkim badania przyrodnicze i filozofia przyrody Goethego (szczególnie jego Farbenlehre i tzw. „teoria metamorfozy”). Steiner przeciwstawiał się w swych pismach agnostycyzmowi kantowskiemu i skrajnemu materializmowi typowemu dla jego epoki. W swoich kursach dla teologów chciał też konstruktywnie odpowiedzieć na kryzys protestanckiej teologii liberalnej i modernizm katolicki.
Antropozofia zainspirowała w XX w. szereg ruchów i inicjatyw, z których najbardziej znaczące to pedagogika waldorfska, pedagogika specjalna (lecznicza, tzw. camphill movement), rolnictwo biodynamiczne, medycyna antropozoficzna, protestancki kościół Wspólnota Chrześcijan (Die Christengemeinschaft), bankowość i ruch trójpodziału społecznego, a także szerokie inspiracje w sztuce („styl goetheanistyczny” w architekturze organicznej, malarstwo, eurytmia, antropozoficzna sztuka aktorska). Siedziba Powszechnego Towarzystwa Antropozoficznego (Goetheanum) mieści się w Dornach w Szwajcarii (k. Bazylei).

## Historia terminu
Termin antropozofia był używany już we wczesnej nowożytności. W anonimowym dziele Arbatel de magia veterum, summum sapientiae studium (1575), przypisywanym ezoterykowi i neoplatonikowi Heinrichowi Corneliusowi Agrippie von Nettesheimowi, który jest utożsamiany z Faustem, antropozofia jest przyporządkowywana (podobnie jak teozofia) „wiedzy o dobru” i jest tłumaczona jako „znajomość rzeczy natury” lub „mądrość w ludzkich sprawach”.
Później termin antropozofia pojawia się także m.in. u Schellinga. Użył tego terminu także filozof niemieckojęzyczny Robert von Zimmermann w swoim dziele pod tytułem Antropozofia.

## Doktryna antropozoficzna
Antropozofia Rudolfa Steinera jest metodą poszerzenia świadomości. Ma źródła w okultyzmie i ezoteryce i zawiera elementy gnostycyzmu i różokrzyżostwa. Akceptuje astrologię i reinkarnację, z tą jednak różnicą, iż Steiner uważał, że astrologię należałoby przekształcić w astrozofię i że ludzie reinkarnują się wyłącznie w ramach gatunku ludzkiego, nie zaś, jak w religiach wschodnich, w ramach wszystkich istot żywych. Według Steinera, było dwóch Jezusów, gdyż ewangelie w różnych miejscach sobie przeczą, jeden miałby być Jezusem natańskim, który był reinkarnacją Kryszny, drugi Jezus salomonowy miałby być reinkarnacją Zaratusztry, a Chrystus, który według antropozofii jest duchem słonecznym, który uciekł z ziemi przed żywiołem wody na Słońce, w Jezusa wcielić miał się dopiero podczas chrztu. W wieku 12 lat Jezus salomonowy wstąpił w natańskiego i od tej pory był już tylko jeden Jezus natański, który podczas śmierci na krzyżu połączył się z ziemią, która stała się jego ciałem. Antropozofia uważa Chrystusa za bóstwo słoneczne, gdyż tuż przed 25 grudnia ma co roku miejsce przesilenie zimowe, toteż w wielu religiach ten dzień był dniem narodzin bóstw słonecznych. Według Steinera, człowiek może prowadzić tego rodzaju badania, rozwinąwszy w sobie zdolność jasnowidzenia. Fundamentalnym dziełem antropozofii jest Wiedza tajemna w zarysie, opisująca przyszłe losy Ziemi i ludzkości.
Sam Steiner tak definiował antropozofię:
Przez antropozofię rozumiem naukowe badanie świata duchowego, które przekracza jednostronność zarówno czystego przyrodoznawstwa, jak i zwykłej mistyki, i które – zanim podejmie próbę wniknięcia w świat ponadzmysłowy – w poznającej duszy rozwija najpierw nieznane jeszcze zwykłej świadomości i zwykłej nauce siły, jakie wniknięcie takie umożliwiają.
W antropozofii występuje podział na ja, ciało astralne, ciało eteryczne i ciało fizyczne, a także na ciało, duszę i ducha.
W antropozofii bardzo ważna jest zasada „łączenia Nieba z Ziemią” (przemiany duchowej Człowieka i Natury), jak i antropozoficzna historiozofia, według której w procesie rozwoju człowieka pierwszą fazą była faza ścisłego związku człowieka ze światem duchowym (dominacja Bóstwa nad człowiekiem), w fazie drugiej rozpoczął się proces emancypacji człowieka (rozwój filozofii i nauki z techniką), w której stał się względnie niezależnym podmiotem („ja”), w fazie trzeciej zaś, która zaczęła się w naszych czasach, zadaniem człowieka jest poznawczy powrót do świata duchowego – bezpośredniego kontaktu z Bogami – z zachowaniem podmiotowości i wolności (człowiek jako współpracownik Bóstwa).
Istota rozumująca może zrealizować swoje przeznaczenie stania się czysto ludzką za sprawą swojej wewnętrznej władzy – myślenia. Myślenie to jedyna metoda antropozofii, narzędzie i kierunek ewolucji jednostki społecznej. Indywidualizujące się myślenie, wzrost jego napięcia i natężenia, jego charakter kontemplacyjny i obiektywizujący manifestujący się przez zaangażowanie w myśleniu prowadzi do poznania.
By jednak zgodzić się z tą częścią teorii Steinera potrzebujemy przyjąć a prori to, że sam osiągnął coś tą drogą.
Gdy zaczynamy myśleć w sposób odpowiadający „wiecznej prawdzie” i „wiecznemu pięknu” (terminy używane przez Steinera), dochodzi do pogrążania się w poznaniu tajemnym. Wieczna prawda i wieczne piękno są istotą każdej prawdy i każdego piękna, przez co magnetycznie oddziałują poprzez każdą prawdę i każde piękno. Steiner dużo miejsca poświęcał rozwojowi nauk i sztuk. Jednakże nie na tym kończy się antropozofia. Prawdziwy sukces polega na eksploracji „światów wyższych”, poznanie odpowiedzi na pytania „skąd przychodzę?”, „czym jestem?”, „dokąd zmierzam?”. Dopiero tym, którzy osiągnęli tę wiedzę antropozofia daje prawo nazywać się ludźmi. Tutaj Steiner wymienia kilka członów osobowości ludzkiej więcej, niż uczeni i artyści: ciało eteryczne, ciało astralne, jaźń czuciowa, jaźń myśląca oraz jaźń świadoma. Dopiero poznanie całego procesu powstawania osobowości, trwania i zanikania czyni z jednostki społecznej jednostkę ludzką.
Ciało eteryczneciało życiowe, ciało sił stanowiących „wzorzec” ciała fizycznego, narzędzie życiowe sfery fizycznej, bez której powłoka fizyczna uległaby rozpadowi.
Ciało astralne, duszaduszne jestestwo, związane ze światem ludzkich odczuć, uczuć, emocji które można ująć w trzy kategorie: dusza czuciowa, rozumowa, świadomosciowa.
Ja lub „jażń”pierwiastek duchowy, który pozwala odczuwać siebie jako indywidualną, samodzielną istotę; w ja żyje duch
Reinkarnacjaprawo cyklicznego tworzenia nowych ciał: astralnego, eterycznego i fizycznego oraz zstępowania w nie jaźni na czas egzystencji aż do momentu oświecenia, gdy reinkarnacja nie jest potrzebna.
Pomimo wielu możliwości przeżyć w różnych światach, ostateczną dyscypliną antropozofii jest duchowość. W duchowości człowiek przeżywa to, co wieczne, doświadcza boskości, która raz na zawsze zbawia go i wyzwala. Jest to przeżycie Wyższego Ja, które kładzie kres egoizmowi. W chwili tego przeżycia człowiek nawiązuje kontakt z duchem, a właściwie jednostka społeczna staje się jednostką ludzką. Życie duchowe jest wewnętrznym aspektem wtajemniczenia; tak, jak na zewnętrznych poziomach człowiek przechodzi proces wtajemniczenia w światy coraz bardziej duchowe, wewnątrz osiąga stan czysto duchowy. Dlatego też ewolucja ludzka to raczej rozwój duchowy, niż materialny, a natura zmian antropozoficznych jest duchowa, nie-cielesna. Oczywiście, że zmiany w światach subtelnych, leżących bliżej istoty rzeczywistości, wpłyną na świat niższy, i vice versa (tak rozwija się świat, na zasadzie wibracji), to jednak nie materia, a duch stanowi istotę każdego Ja. Cała nadzieja pozytywnych zmian w świecie leży w uduchawianiu się człowieka. Lecz uczeń wiedzy tajemnej musi zdawać sobie sprawę już na początku drogi o swojej duchowej tożsamości i z tego, że powraca do ojczyzny ducha.
Jednym ze znanych obrońców antropozofii był filozof, profesor Uniwersytetu Oksfordzkiego Owen Barfield, który wpływał poprzez prowadzony przez siebie dla studentów klub dyskusyjny na Tolkiena i C.S. Lewisa. Na pisma Steinera i jego antropozofię powołuje się także Andrew Welburn, również wykładowca Uniwersytetu Oksfordzkiego, autor m.in. dzieła Początki chrześcijaństwa. Antropozofią interesował się także noblista Saul Bellow, bardzo pozytywnie o antropozofii wypowiadała się szwedzka noblistka Selma Lagerlöf.

## Trójpodział społeczny
Steiner stworzył koncepcję nearchizmu, będącego łagodną odmianą anarchizmu, w którym występuje idea trójpodziału organizmu społecznego (kultura – prawo – gospodarka).
Społeczny trójpodział opisuje strukturę społeczeństwa, którym nie kieruje centralnie państwo lub elita władzy, lecz trzy niezależne podsystemy, które się nawzajem równoważą.
- Kultura, edukacja, współpraca między ludźmi;
- Prawo, regulowanie stosunków między ludźmi;
- Gospodarka, produkcja, handel, konsumpcja;

Wszystkim przyporządkowany jest jeden z ideałów Wielkiej Rewolucji Francuskiej:
- wolność – kulturze
- równość – prawu
- braterstwo – gospodarce

Wolność w kulturze powinna umożliwić ludziom wykształcenie i wyćwiczenie indywidualnych umiejętności oraz kulturową różnorodność. Równość w prawie powinna zapewnić każdemu równe traktowanie. Braterstwo w gospodarce powinno w ramach wolnego rynku i własności prywatnej zapewnić sprawiedliwy podział dóbr. Państwo w tym układzie powinno przekazać część swoich uprawnień społeczeństwu.

## Warunki poznania wyższych światów

### Stopnie wtajemniczenia
W antropozofii występują następujące stopnie wtajemniczenia:
1. Przygotowanie
2. Oświecenie (kontrola myśli i uczuć)
3. Wtajemniczenie

## Pedagogika steinerowska (waldorfska)

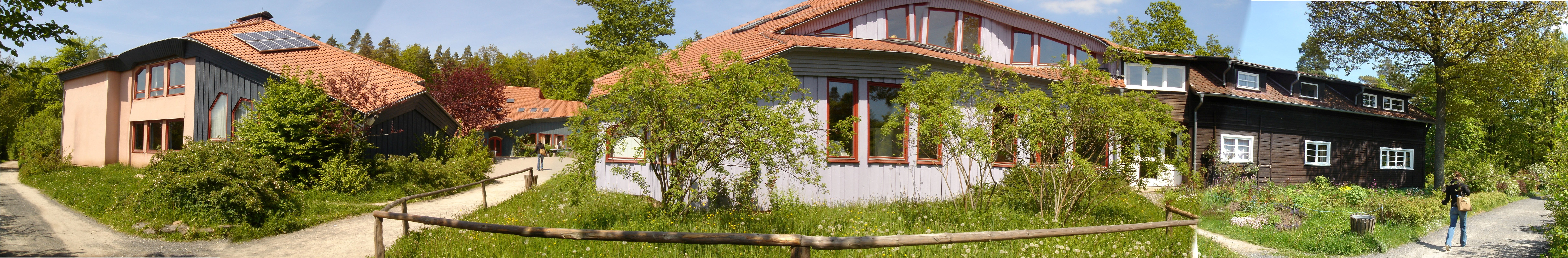
Szkoła Rudolfa Steinera

Jest to pedagogika alternatywna, której twórcą był Rudolf Steiner. Głównym zadaniem tej pedagogiki jest żywe pielęgnowanie zrozumienia istoty człowieka i jego rozwoju w powiązaniu ze światem i społeczeństwem. Celem zatem jest przede wszystkim wspieranie rozwoju dziecka, wprowadzanie w świat i rozwijanie spostrzegania. W Polsce działają liczne przedszkola i szkoły waldorfskie bądź placówki z elementami tej pedagogiki. W szkołach waldorfskich nie stawia się ocen, naucza dwóch lub trzech języków obcych od początku, nauczyciele nie mogą podnosić głosu na dzieci, dzieci mają prawo do nieprzygotowań. Wtedy nauczyciel ma obowiązek wytłumaczyć wszystko jeszcze raz. Absolwentem takiej szkoły jest premier Norwegii Jens Stoltenberg i były kanclerz Niemiec Helmut Kohl.
Według przeprowadzonych w Szwecji badań wśród uczniów szkół państwowych i waldorfskich wykazano, że wśród uczniów szkół waldorfskich antysemityzm i rasizm odrzucało 93% uczniów, podczas gdy w szkołach publicznych tylko 72%.

## Rolnictwo biodynamiczne
Biodynamiczne rolnictwo opiera się na założeniach antropozofii. Produkty z niego pochodzące są sprzedawane przede wszystkim pod marką Demeter.
Do tego rodzaju rolnictwa wyznaczone są specjalne preparaty i mogą w jego ramach produkowane tylko wyznaczone produkty, takie, które zdaniem antropozofii wiążą człowieka nie tylko z ziemią, a także z duchem.

## Medycyna antropozoficzna
Medycyna antropozoficzna została przez Rudolfa Steinera nazwana poszerzoną sztuką leczenia. Medycyna antropozoficzna bazuje na medycynie klasycznej, którą poszerza o wiedzę duchową. Medycyna antropozoficzna wymaga więc solidnej podstawy poprzez zdobycie klasycznego wykształcenia medycznego. Rudolf Steiner uważał, że leczyć mogą wyłącznie lekarze i zapoczątkował rozwój medycyny antropozoficznej współpracując z lekarką – Itą Wegman. Nie leczył sam. Istotą medycyny antropozoficznej jest poznanie i zrozumienie istoty ludzkiej jako istoty duchowej, a więc takiej w której ciało fizyczne, eteryczne i astralne stały się domem ducha – „ja”. Lekarz antropozoficzny rozpatruje chorobę jako stan zaburzenia w równowadze pomiędzy wymienionymi członami istoty ludzkiej. Rudolf Steiner wypracował koncepcję tzw. trójpodziału istoty ludzkiej w której wyodrębnił pojęcia:
- bieguna nerwowo-zmysłowego – którego fizycznym wyrazem jest układ nerwowy oraz narządy zmysłów;
- bieguna metabolicznego i kończyn – którego reprezentują kończyny oraz narządy wewnętrzne poniżej przepony wraz z układem rozrodczym;
- układu rytmicznego, który pośredniczy pomiędzy dwoma pierwszymi i jest reprezentowany przez układ oddechowy i układ krążenia.

Równowaga pomiędzy tymi trzema układami jest jednym z warunków zdrowia.
Choroba jest rozpatrywana jako proces wynikający z zaburzenia równowagi. Choroba z punktu widzenia antropozofii jest przejawem procesu, który generalnie występuje w naturze, ale u chorego przebiega w nieprawidłowym czasie i miejscu zaburzając równowagę. Przykładowo zapalenie ucha jest wyrazem stanu gdy nasilone procesy metaboliczne pojawiają się w biegunie nerwowo-zmysłowym, który do prawidłowego funkcjonowania wymaga ograniczenia metabolizmu i wycofania procesów życiowych.
Medycyna antropozoficzna wykorzystuje wiele środków leczniczych pochodzących ze świata minerałów, roślin i zwierząt. Dość często są to leki w pewien sposób potencjonowane, a właściwie rytmizowane. Z tego powodu są często mylone z lekami homeopatycznymi. W medycynie antropozoficznej nie stosuje się jednak takiego spojrzenia na środki lecznicze jak w homeopatii, gdzie buduje się obraz dolegliwości chorego i „nakłada się go” na obraz leku. W medycynie antropozoficznej lekarz poprzez geteanistyczną obserwację dąży do zrozumienia natury leku, który dopasowuje do procesu, który zachodzi w istocie człowieka. Leki tego rodzaju produkują m.in. firmy Weleda i Wala.
W arsenale środków medycyny antropozoficznej znajdują się różnorodne zabiegi zewnętrzne, masaże, kompresy, zawijania, okłady, a także eurytmia lecznicza i terapia przez sztukę.

## Bankowość antropozoficzna
Na świecie istnieje wiele fundacji i organizacji, które opierają swoją działalność finansową na pismach Rudolfa Steinera. W Niemczech istnieje antropozoficzny GLS Bank (Gemeinschaftsbank für Leihen und Schenken), który obsługuje około 40 tys. klientów, posiada kapitał w wysokości około 550 milionów euro i udziela kredytów na działalność społeczną, kulturalną i ekologiczną. Inną ważną instytucją jest założona w 1984 roku Fundacja Rudolfa Steinera, która posiada budżet w wysokości 70 milionów dolarów.

## Eurytmia
Eurytmia gr. – dosł. "dobre poruszanie się") − to opracowana przez Rudolfa Steinera w roku 1911, inspirowana antropozofią sztuka poruszania się przy muzyce i odpowiednich tekstach (przypomina formą taniec). Stanowi przedmiot w szkołach waldorfskich.

## Goetheanum
Goetheanum to monumentalna budowla, zapoczątkowana przez Rudolfa Steinera, w Dornach w okolicy Bazylei w Szwajcarii. Jest siedzibą Towarzystwa Antropozoficznego. Wystawiany jest tam bardzo często Faust Goethego, wystawiane są tam także dzieła m.in. Ajschylosa. Jest to druga z kolei budowla: pierwszą spalono w 1922 roku. Zbudowana jest w stylu modernizmu organicznego.

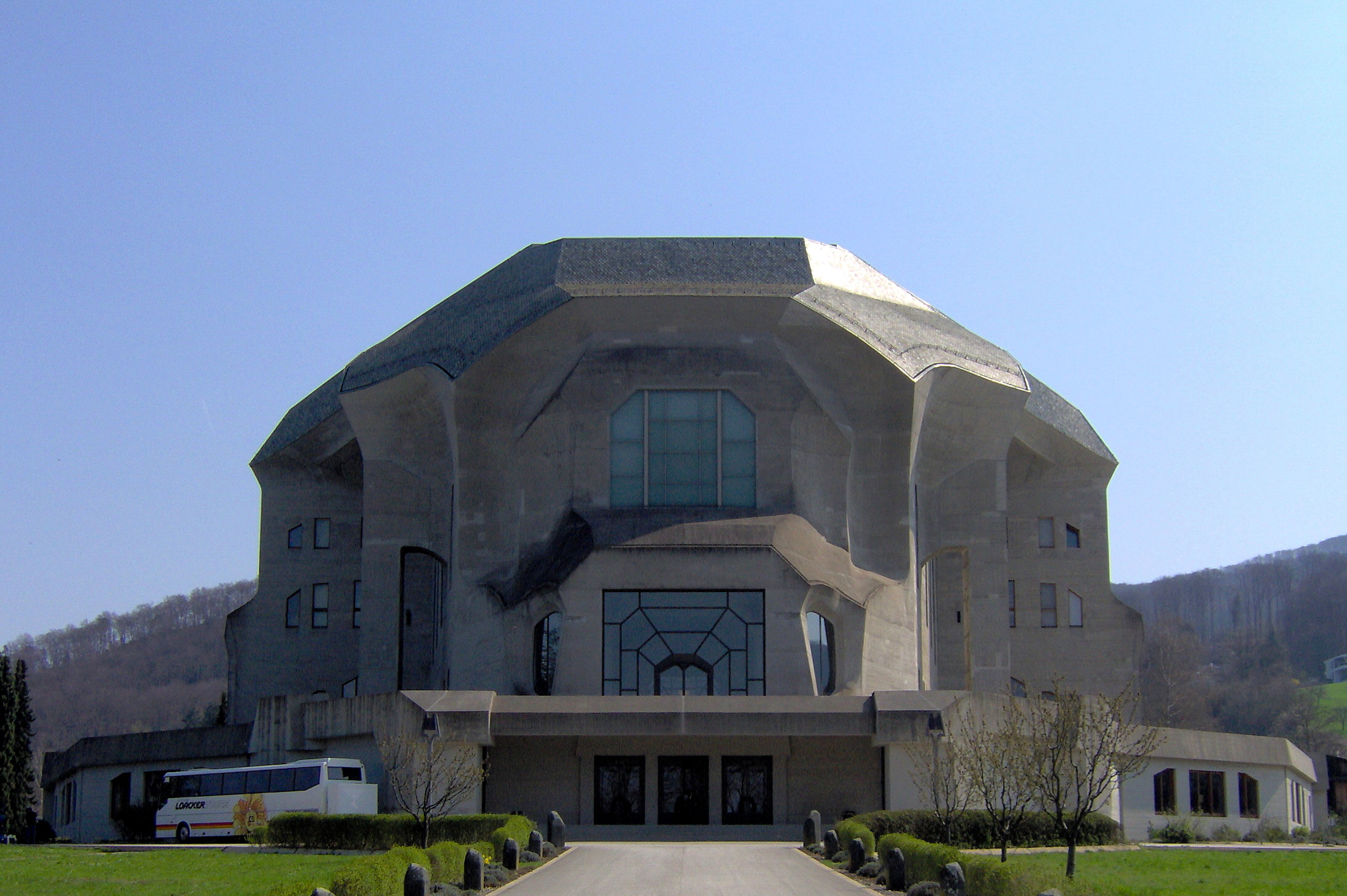
Goetheanum II
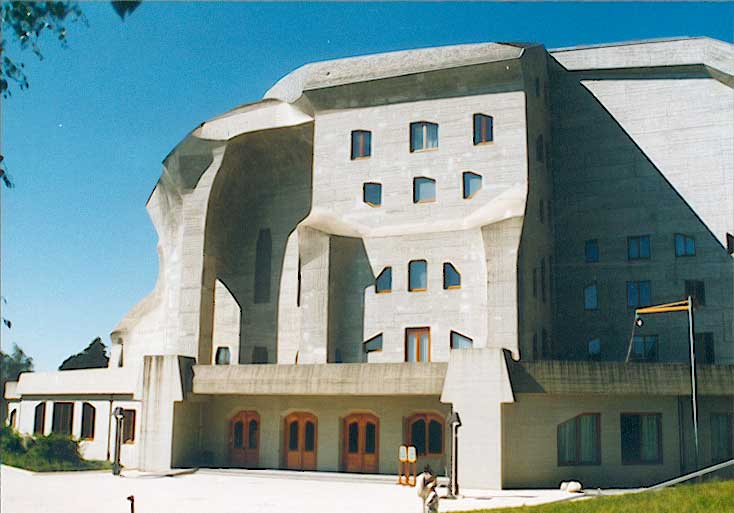
Goetheanum II
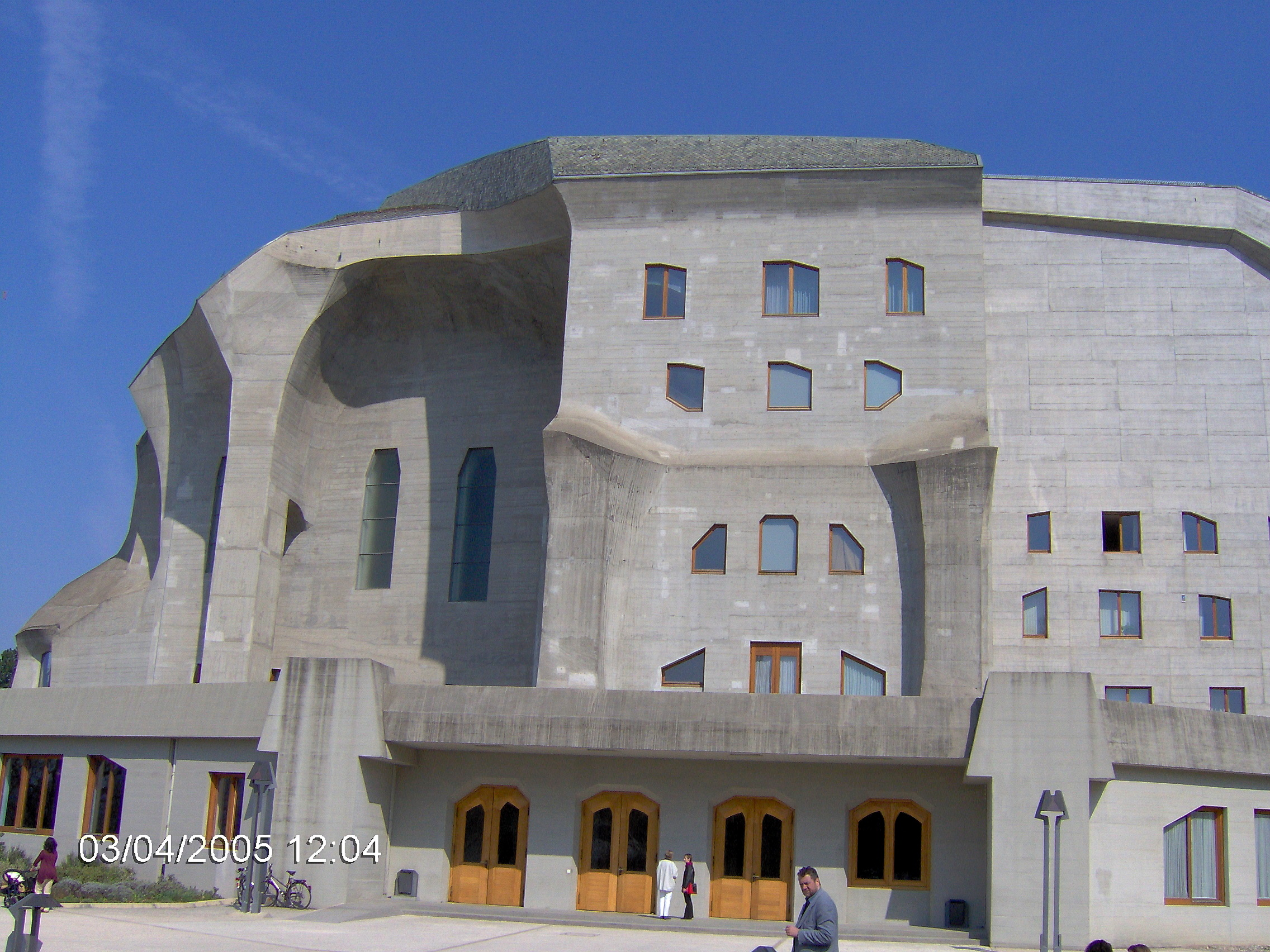
Goetheanum II
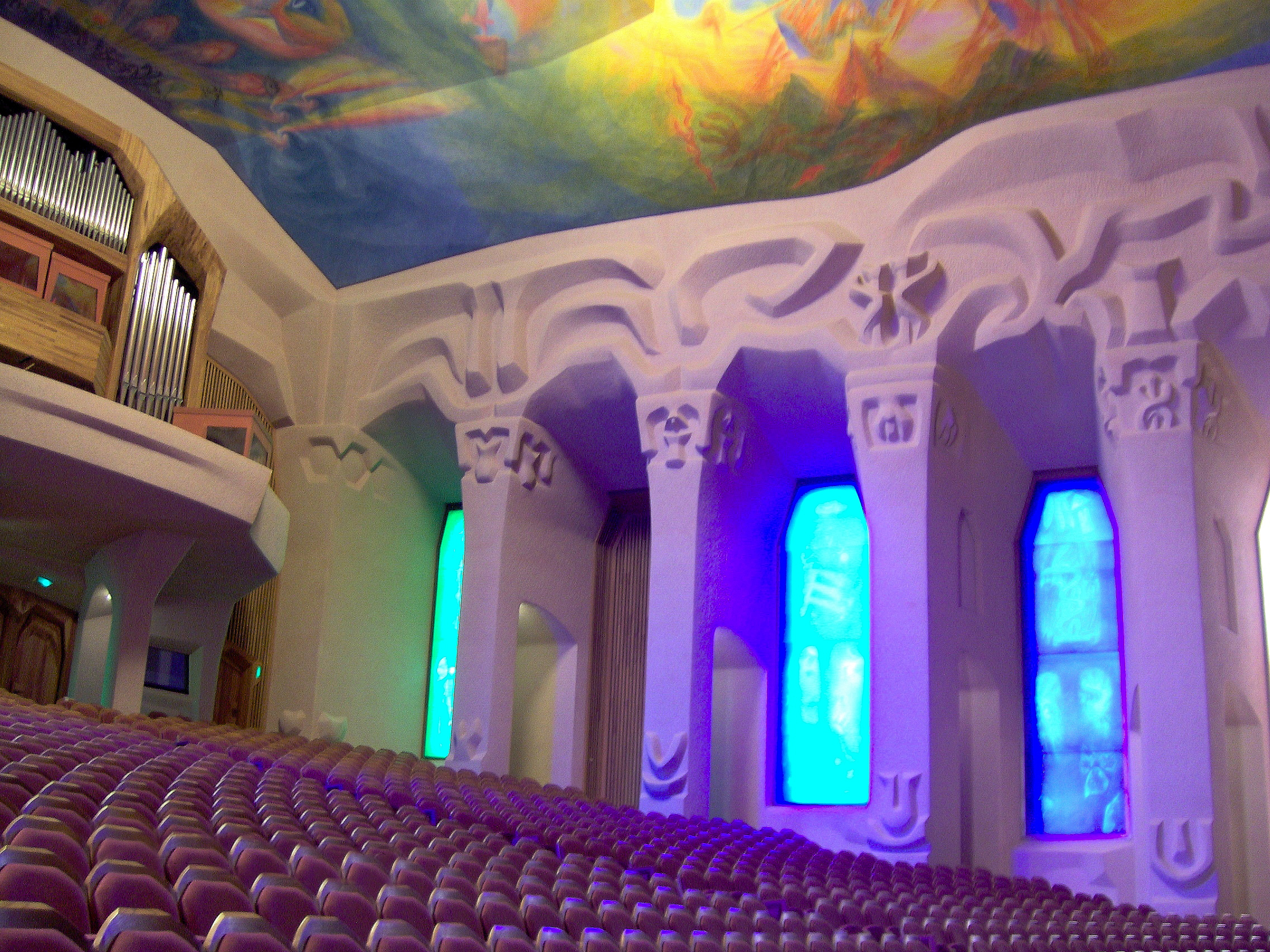
Goetheanum II

## Wspólnota chrześcijan
Wspólnota chrześcijan (niem. die Christengemeinschaft) to kościół chrześcijański, powołujący się na Biblię i antropozofię. Działa w 32 krajach. W Niemczech zrzesza około 20 tys. ludzi. Kościół ten nie jest uznawany za chrześcijański przez inne, większe kościoły. Kościół ten nie uznaje żadnych dogmatów. Całość życia religijnego koncentruje się w tym kościele na kulcie.
Wspólnota została założona w 1922 w Szwajcarii przez luterańskiego teologa Friedricha Rittelmeyera zainspirowanego przez austriackiego mistyka Rudolfa Steinera, twórcę antropozofii. Kongregacja Wspólnot Chrześcijan składa się z około 350 niezależnych finansowo grup oraz regionalnych i międzynarodowych organów administracyjnych nadzorujących ich działalność. Międzynarodowa siedziba Wspólnoty Chrześcijan mieści się w Berlinie.

## Towarzystwo Antropozoficzne
Towarzystwo Antropozoficzne zostało założone w 1913 w Berlinie przez Rudolfa Steinera. Od 1923 ma siedzibę w Szwajcarii. Głównym ośrodkiem jest Goetheanum. W 1935 jego działalność została zakazana przez nazistów. Po II wojnie światowej wznowiło działalność. Zajmuje się dbaniem o dziedzictwo antropozofii.

## Antropozofia w Polsce
Antropozofia w Polsce pojawiła się jeszcze przed I wojną światową. W okresie międzywojennym przetłumaczono m.in. przez Jadwigę Siedlecką i Tadeusza Witkowskiego wybrane dzieła Rudolfa Steinera na język polski.
Obecnie działa w Polsce także Towarzystwo Antropozoficzne w Polsce z siedzibą w Warszawie.

## Antropozofia na świecie

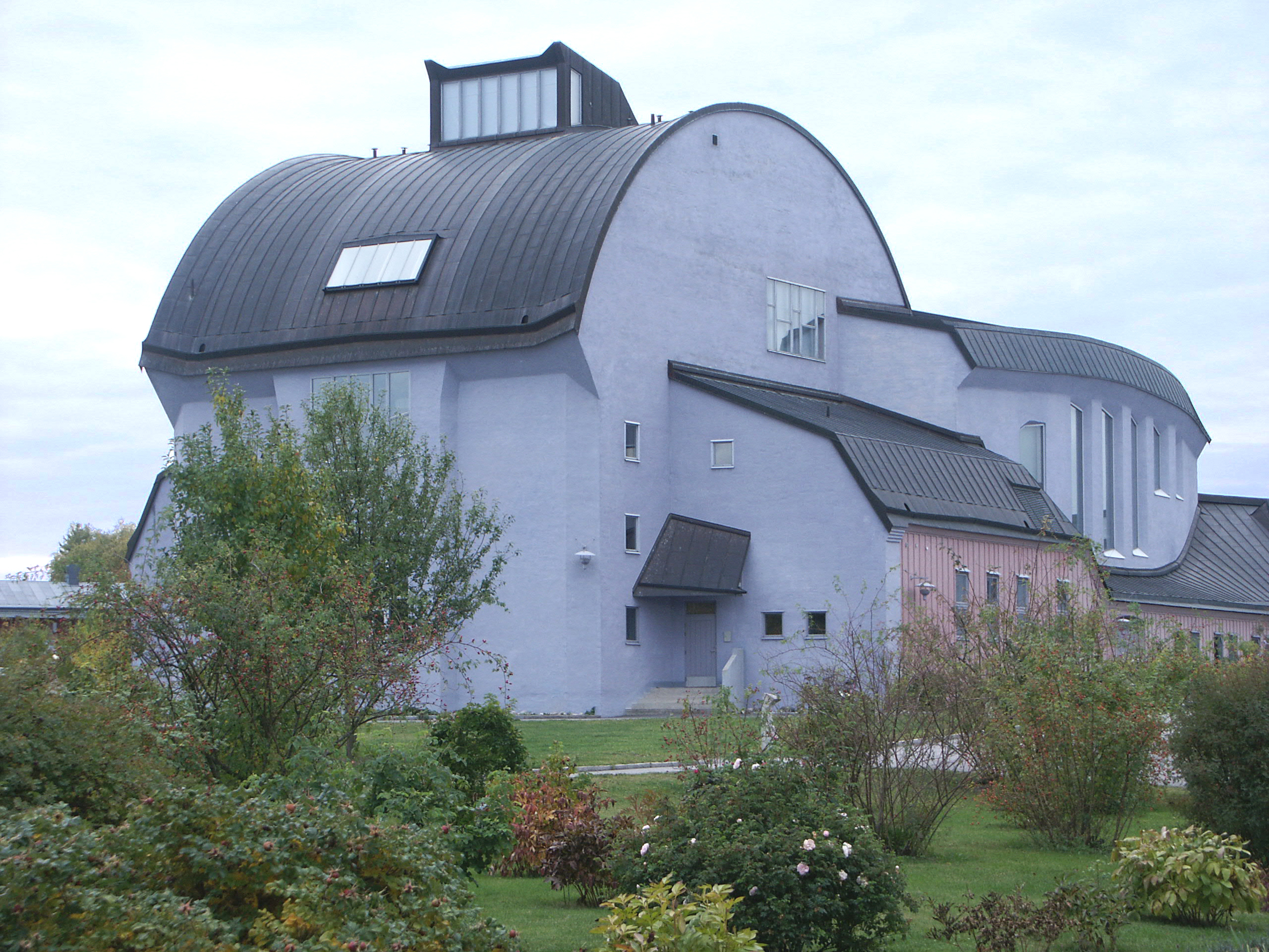
Ośrodek w Järna w Szwecji

Antropozofia rozwinięta jest przede wszystkim w Niemczech, Szwajcarii, Holandii i krajach skandynawskich poprzez banki, szkoły waldorfskie, biodynamiczne gospodarstwa rolne. Bardzo duże, szwedzkie centrum antropozoficzne znajduje się w Järna.

## Znani antropozofowie
- Rudolf Steiner
- Christian Morgenstern
- Albert Steffen
- Andriej Bieły
- Andriej Tarkowski
- Robert Walter
- Jerzy Prokopiuk
- Krzysztof Maurin
- Konrad Rudnicki
- Franciszek Gołembski

## Antropozofia w literaturze
- W dziele Sex Wars Stanisław Lem polemizuje z antropozoficzną koncepcją demonozofii.
- O antropozofii w dziele Odkrycie nieba pisze niderlandzki pisarz Harry Mulisch.